# ماريو منديز (لاعب كرة قدم)
ماريو منديز (بالإسبانية: Mario Méndez) (5 يناير 1977 في بنما - ) هو مدرب كرة قدم ولاعب كرة قدم بنمي في مركز الدفاع. شارك مع منتخب بنما لكرة القدم. أما مع النوادي، فقد لعب مع San Francisco F.C. ‏ وAtlético Chiriquí ‏ وClub Deportivo Universitario ‏ وChiriquí F.C. ‏ ونادي تاورو ‏.

## وصلات خارجية
- ماريو منديز على موقع قاعدة بيانات كرة القدم.إي يو (الإنجليزية)
- ماريو منديز على موقع ناشيونال فوتبول تيمز (الإنجليزية)
- ماريو منديز على موقع Soccerbase.com (لاعب) (الإنجليزية)
- ماريو منديز على موقع Soccerway.com (الإنجليزية)